# Nota werbalna
Nota werbalna jest najczęściej stosowana w korespondencji dyplomatycznej. Za jej pomocą załatwiane są praktycznie wszystkie bieżące sprawy misji dyplomatycznej lub ministerstwa spraw zagranicznych państwa przyjmującego w stosunku do misji dyplomatycznej. 
W formie noty werbalnej przesyłane są m.in. wszelkie powiadomienia o sprawach związanych z funkcjonowaniem misji, jak sprawy wizowe, rejestracyjne, prośby o przelot samolotów, powiadomienia o zmianach w składzie osobowym misji. 
Wymiana not werbalnych może służyć także do zawierania porozumień międzynarodowych. Nota werbalna redagowana jest w osobie trzeciej i adresowana od urzędu do urzędu. Nie zawiera odezwy. Nota taka nie jest podpisana, lecz jedynie parafowana, zazwyczaj na kopii, chociaż niekiedy parafa umieszczona jest również na oryginale po ostatnim słowie końcowej formuły grzecznościowej lub obok pieczęci, a niekiedy na pieczęci. 